# Informateur
Een informateur is iemand die in het kader van de regeringsformatie de mogelijkheden onderzoekt voor de vorming van een kabinet. Ze worden ingezet bij de kabinetsformatie in Nederland en de regeringsformatie in België
De informateurs zijn meestal afkomstig van de politieke partijen die de kern van het vermoedelijke nieuwe kabinet vormen of van de partij die het grootste is geworden of de meeste winst heeft behaald bij de verkiezingen. Vaak zijn het relatieve buitenstaanders, die tijdelijk in de schijnwerpers komen te staan. Hun aanstelling wordt vaak als eervol ervaren, hoewel ervaring, deskundigheid en keuze een belangrijke rol kunnen spelen in het hele traject.
Het werk van een informateur kan voorafgegaan worden door dat van een verkenner (in Nederland vanaf 2012) of de koning(in) (in Nederland tot 2012 en in België).

## België
Nergens staan er bepalingen betreffende de informateur. De Koning der Belgen kan naar eigen goeddunken iemand aanwijzen.
Meestal is dit een politicus. Hierbij laat de Koning zich meestal leiden door de partij met het beste resultaat in de verkiezingen. Dikwijls is het ook een persoon van een ander taalgebied.
Deze informateur brengt op regelmatige tijdstippen verslag uit aan de Koning en stelt na zijn opdracht ook een formateur voor aan de Koning, die deze dan kan benoemen.
Hij tast de mogelijke coalities af en start gesprekken met woordvoerders van politieke partijen om te polsen of er een akkoord mogelijk is tussen de desbetreffende partijen.

## Nederland
Staatsrechtelijk gezien is nergens voorgeschreven hoe een informateur dient te opereren. De informateur speelt vaak een rol in de verkennende fase of informatiefase.

### Verkennende fase
Sinds 2012 wordt de eerste verkennende fase gedaan door de verkenner. Deze inventariseert hoe de partijen in de formatie staan en welke combinaties mogelijk zijn. Na die inventarisatie vindt dan een debat plaats, waarna een informateur aangewezen wordt voor de informatiefase waarin onderhandeld wordt.
Als de onderhandelingen mislukken, kan er behoefte zijn aan een nadere verkenning van de mogelijkheden. Hiervoor wordt dan een informateur aangewezen.

### Informatiefase
Een informateur krijgt alle aan de verkenner(s) uitgebrachte adviezen. Vervolgens voert hij of zij gesprekken met politici, deskundigen de fractievoorzitters van de partijen die wellicht samen een kabinet kunnen vormen. De informateur kijkt welke problemen er daarbij overwonnen moeten worden. Hoe ver deze opdracht reikt, hangt af van de verkiezingsuitslagen. Als twee partijen een duidelijke meerderheid hebben en het eens zijn, kan de informateur een beperkte opdracht krijgen. In een verslag adviseert hij of zij de Kamer welk nieuw kabinet een goede kans van slagen heeft. De Kamer kan de informateur verzoeken zijn of haar advies in een debat toe te lichten.
Als regel spreekt de informatie-opdracht van een kabinet "dat kan rekenen op een vruchtbare samenwerking met de Staten-Generaal". In de praktijk betekent dit dat de mogelijkheden van een meerderheidskabinet moeten worden onderzocht. Vaak bestaat een dergelijk kabinet uit meerdere fracties in de Tweede Kamer welke een coalitie aangaan en vervolgens de ministers en staatssecretarissen leveren in het kabinet.
De opdracht kan ook zo ruim zijn dat de informateur het regeerakkoord opstelt. Ook kan hiervoor een nieuwe of extra informateur worden aangesteld. De informateur(s) onderhandelen met de beoogde coalitiepartijen over de gezamenlijke en tegenstrijdige belangen. Als men het eens is, worden de afspraken vastgelegd in het akkoord.
Als een informateur geslaagd is in de onderhandelingen, kan deze een formateur aanbevelen. De formateur gaat vervolgens op zoek naar de bewindslieden voor het gevormde kabinet

### Gemeentelijk en provinciaal niveau
Zeker na de invoering van de Wet dualisering gemeentebestuur in 2002 en de Wet dualisering provinciebestuur in 2003, waarbij in gemeenten en provincie het dagelijks en algemeen bestuur uit elkaar zijn gehaald, hebben ook hier de verkenner, informateur en de formateur hun intrede gedaan. Inmiddels wordt er vaak van buiten een informateur aangesteld door de betrokken partijen om hen zo als een meer neutraal 'voorzitter' te ondersteunen in het formatieproces voor een nieuw college van burgemeester en wethouders c.q. College van Gedeputeerde Staten en de coalitie-onderhandelingen. Na de gemeenteraadsverkiezingen van 2018 was dit in een derde van de gemeenten het geval.